# Monument torréen de Foce
Le monument torréen de Foce est un site préhistorique de l'Âge du bronze situé à Argiusta-Moriccio, dans la vallée du Taravo, en Corse-du-Sud. Les vestiges de cette torra sont typiques de la culture torréenne.

## Historique
La première fouille du site a été menée par l'archéologue Roger Grosjean à l'automne 1957. En 2001, l'INRAP y a mené une nouvelle campagne de fouilles. Le site est classé monument historique par arrêté du 16 avril 2021.

## Description
Le site ne comporte qu'une seule « torra » dont le diamètre à la base mesure environ 18 m. Elle comportait à l'origine deux étages et s'élevait à environ 15 m de hauteur, il n'en demeure que la partie basse sur près de 3 m de hauteur. L'entrée unique est orientée au sud. Elle débouche sur une pièce centrale comportant trois chambres aveugles situées à chaque angle de la pièce dans l'épaisseur du mur et une rampe d'accès à l'étage supérieur. 
La torra est datée de l'âge du bronze moyen. Le matériel archéologique découvert sur place (fragments de jarres et de vaisselles de table, meules, une perle en verre d'origine orientale) correspond à une utilisation pour des activités domestiques. Durant l'Antiquité, elle fut partiellement détruite et réutilisée comme lieu de sépultures.